# El foso de Satán
El foso de Satán (The Satan Pit) es el noveno episodio de la segunda temporada moderna de la serie británica de ciencia ficción Doctor Who, emitido originalmente el 10 de junio de 2006. Es la segunda parte de una historia en dos episodios que comenzó con El planeta imposible.

## Argumento
El episodio comienza donde lo deja El planeta imposible. La tripulación busca luchar contra la horda de Ood poseídos que avanzan usando sus esferas de traducción como letales armas electrocutantes. El grupo se convence de que Toby ya no está poseído al ver una fuerza que salió de él y avanzó hacia los Ood. Mientras, el Doctor se comunica con ellos, revelando que no ha salido nada de la puerta recién abierta. Se ofrece a bajar por el foso haciendo rappel para investigar, pero la capitana ordena que todos se reagrupen para ejecutar la "estrategia nueve". Entonces, el Doctor y la capitana se quedan atrapados cuando el cable del ascensor se rompe. Arriba, la tripulación intenta abrirse camino contra los Ood para llegar hasta el cohete y escapar, mientras abajo el Doctor desciende por el foso hasta que se agota la cuerda, y decide cortarla y dejarse caer hacia abajo, en una caída que parece condenarle a la muerte...

### Continuidad
Zack identifica que la expedición representa al Archivo de Torchwood. Torchwood es el arco argumental de la temporada. La Bestia afirma que Rose está destinada a morir en batalla. Esto es un anticipio del episodio final de la etapa, El día del Juicio Final. Russell T Davies menciona en los comentarios descargables del episodio que todo lo demás que dijo la Bestia sobre los miedos de los personajes era verdad.
Mientras el Doctor hace rappel por el foso, menciona algunos planetas y razas cuyas mitologías han desarrollado demonios, especulando que puedan estar inspirados en la Bestia. Entre los planetas que menciona están Draconia (Frontier in Space) y Dæmos, planeta del cornudo Demonio Azal (The Dæmons. En  The Dæmons, el Tercer Doctor también especuló que esos Demonios inspiraron la mitología demoníaca de la Tierra. En este episodio, el Doctor también hace referencia al dios Kaled de la guerra (The Daleks, Genesis of the Daleks). Davies dijo en el episodio de Doctor Who Confidential Religion and Myth que intentaban crear un efecto "muñeca rusa", atrapando este episodio alrededor de The Dæmons.
La Bestia llama al Doctor el "asesino de su propia especie", sugiriendo explícitamente la involucración del Doctor en la destrucción de todos los Señores del Tiempo en la Guerra del Tiempo. El Doctor dijo durante el episodio Dalek que él "hizo que pasara". En El fin del tiempo se expandió el papel del Doctor en la Guerra del Tiempo.
El Doctor refiere cómo su raza "prácticamente inventó" los agujeros negros. Esto es una referencia al Ojo de la Armonía, el agujero negro que se convirtió en la fuente de poder de los Señores del Tiempo. Los episodios The Deadly Assassin y The Three Doctors expanden cómo los Señores del Tiempo crearon un agujero negro como su principal fuente de energía planetaria.

## Producción
Russell T Davies dijo que para inspirar el diseño de la Bestia, envió a los diseñadores visuales a The Mill a ver imágenes de pinturas de Simon Bisley, un artista de cómics conocido por sus musculaturas grotescas. En los comentarios del episodio, Davies dijo que en un borrador inicial del guion, el papel de los ood lo iba hacer la misma especie que los Slitheen. Su raza habría sido esclavizada y desearían despertar a la Bestia porque creían que era un dios que podría liberarles. Davies es quien dio nombre a los Ood como un juego de palabras con la palabra "odd" ("raro").
Las escenas de la Bestia y el Doctor se filmaron en las cavernas de Clearwell, que habían servido para la nave Sycorax en La invasión en Navidad. Según los comentarios del DVD, la última escena en la TARDIS donde el Doctor dice "material de leyendas", fue la última escena principal que se rodó para la temporada 2006, y la última en la que trabajó Billie Piper (cuyo último episodio se había rodado en realidad semanas antes). No fue, sin embargo, la última escena rodada de la temporada, esa fueron los últimos segundos de cliffhanger al final de El día del Juicio Final.
Davies también mencionó que una de las muchas ideas descartadas para una criatura en este episodio se reutilizó en la tercera temporada. Se trata de los Toclafane de El sonido de los tambores y El último de los Señores del Tiempo, como reveló en Doctor Who Magazine.

## Emisión y publicación en DVD
El episodio se emitió el primer sábado después del 6 de junio de 2006 (6/6/06), enmarcándose en una semana llena de historias relacionadas con el diablo en los medios. Las audiencias nocturnas de El foso de Satán fueron de 5,5 millones de espectadores. Aunque son las cifras más bajas hasta la fecha, el buen tiempo junto al primer partido de la selección inglesa en el Mundial de Fútbol 2006 son factores a tener en cuenta. Además, tuvo un share del 35%, es decir, sin cambios, y fue el tercer programa más visto del día, después del partido Inglaterra vs Paraguay y de Casualty. La medición final de audiencia fue de 6,08 millones, y el índice de apreciación fue de 86. Este episodio y El planeta imposible se publicaron junto con Amor y monstruos en un DVD básico sin extras el 7 de agosto de 2006.